# Astaena longicornis
Astaena longicornis är en skalbaggsart som beskrevs av Frey 1975. Astaena longicornis ingår i släktet Astaena och familjen Melolonthidae. Inga underarter finns listade.